# Teoria computacional da mente
Na filosofia, uma teoria computacional da mente denomina uma visão de que a mente humana ou o cérebro humano (ou ambos) é um sistema de processamento de informações e que o pensamento é uma forma de computação. A teoria foi proposta em sua forma moderna por Hilary Putnam em 1961 e pelo cientista cognitivo Jerry Fodor. A teoria foi vigorosamente contestada na filosofia analítica em trabalhos escritos pelo próprio Putnam, John Searle e outros.

## 
1. ↑  Putnam, Hilary, 1961. "Brains and Behavior", originalmente lido como parte do programa da "American Association for the Advancement of Science", Seção L (History and Philosophy of Science), 27 de dezembro de 1961, reimpresso em "Block" (1983), e também junto com outros artigos sobre o tema em Putnam, Mathematics, Matter and Method (1979)
2. ↑  Horst, Steven, (2005) "The Computational Theory of Mind" em The Stanford Encyclopedia of Philosophy
3. ↑  Putnam, H. (1988), Representation and Reality
4. ↑  
Chalmers, D.J. (1996), «Cópia arquivada», Synthese, 108 (3): 309–333, doi:10.1007/BF00413692, consultado em 4 de dezembro de 2017, cópia arquivada em |arquivourl= requer |arquivodata= (ajuda) 🔗
5. ↑  Edelman, Shimon (2008), «On the Nature of Minds, or: Truth and Consequences» (PDF), Journal of Experimental and Theoretical AI, 20: 181–196, doi:10.1080/09528130802319086, consultado em 12 de junho de 2009
6. ↑  Blackmon, James (2012). «Searle's Wall». Erkenntnis. 78: 109–117. doi:10.1007/s10670-012-9405-4